# Šakomet
Šakomet (eng.Fistball ,  njem. Faustball) je ekipni šport europskog podrijetla. Prvenstveno se igra u zemljama njemačkog govornog područja - Austriji, Njemačkoj i Švicarskoj, ali i izvan Europe, npr. u Brazilu i Australiji. 
Cilj igre sličan je odbojci. Ekipe pokušavaju udariti loptu preko mreže, ali se pravila razlikuju od odbojke na nekoliko glavnih načina. 
Aktualni svjetski prvak u šakometu za muškarce je Njemačka. Pobijedili su na Svjetskom prvenstvu za muškarce 2019. i šakometu na Svjetskim igrama 2022., dok je aktualni svjetski prvak u šakometu za žene također Njemačka, nakon pobjede na Svjetskom prvenstvu 2021.

## Povijest
Nije poznato kada je točno "izumljen" šakomet. Ono što je sigurno jest da korijeni leže u južnom dijelu Europe, možda u Italiji. Najranije poznato pisano spominjanje igre datira od 240. godine rimskog cara Gordijana III.
Pravila za talijansku inačicu šakometa zabilježio je Antonius Scaiono 1555. U 16. stoljeću igra doživljava renesansu. Međutim, to se manje smatralo igrom natjecateljske prirode, a više kao razbibrigom za plemstvo. Godine 1786. Johann Wolfgang von Goethe spomenuo je šakomet između 'četiri plemića iz Verone i četiri Venecijanca' u svom dnevniku Talijansko putovanje. Tek je 1870. godine šakomet uveden u Njemačku, predvođen Georgom Weberom. 
Športom su se uglavnom bavili gimnastičari i ubrzo se na njega gledalo kao na gimnastički sport. Šakomet je prvi put predstavljen 1885. godine na njemačkom gimnastičkom festivalu u Dresdenu. 
Godine 1894. Georg Weber, zajedno s dr. Heinrichom Schnellom, izradio je prva njemačka pravila koja su ocrtavala sport s natjecateljskim elementima. Međutim, igra i postizanje pogodaka bitno su se razlikovali od šakometa u modernom obliku. [4] U to vrijeme šport se proširio i na susjedne zemlje, uglavnom njemačkog govornog područja, a njemački iseljenici također šire šport na svim kontinentima, posebice u Južnoj Americi i Zapadnoj Africi. 
Šakomet je u Sjedinjene Države 1911. donio srednjoškolski profesor Christopher Carlton koji ga je iskusio iz prve ruke na ljetnim praznicima u Italiji. 
Na Njemačkom gimnastičkom festivalu 1913. u Leipzigu održano je prvo njemačko prvenstvo za muškarce, kada je LLB Frankfurt pobijedio protiv 1879 MTV München-a, pobijedivši 114:101. 
Zbog Prvoga svjetskog rata njemačko šakometno prvenstvo nije održano između 1914. i 1920. Godine 1921. održano je prvo prvenstvo u šakometu za žene, a Hamburger Turnerschaft je pobijedio TV Krefeld, pobjedivši 91:90. 
Šakomet je kao ekipni šport počeo samostalno rasti, još dok je bio pridružen Gimnastičkom savezu. 
Godine 1927. gotovo 12 000 klubova igralo je organizirani šakomet u Njemačkoj. Zbog brzog širenja šakometa i poboljšanih vještina igre, bile su potrebne daljnje promjene u pravilima, s većim fokusom na osvajanje bodova forsiranjem pogrešaka. Ovaj stil igre bio je atletskiji i dinamičniji, a taktika se počela značajno mijenjati. Razvoj šakometa zaustavio je Drugi svjetski rat. Tek 1947. godine mogla su se održavati redovna njemačka prvenstva. Kako bi se potaknuo razvoj i poboljšala izvedba, 1960. godine osnovana je Međunarodna šakometna udruga (IFA), koja je danas krovna organizacija svih nacionalnih šakometnih organizacija u svijetu. 
Prvo IFA-ino Svjetsko prvenstvo za muškarce održano je u Linzu u Austriji 1968. godine, a Zapadna Njemačka je osvojila zlato. Prvo IFA-ino Svjetsko prvenstvo za žene održano je u Buenos Airesu u Argentini 1994. godine, Zapadna Njemačka je i u ženskoj konkurenciji također osvojila zlato. Oba turnira trenutno se održavaju svake četiri godine. 
Šakomet je relativno kasno došao u Australiju i Afriku, ali je brzo stekao popularnost, pa su Australci 2013. godine osnovali vlastiti šakometni savez, a Južna Afrika ubrzo nakon toga, 2014. godine.

## Pravila šakometa
Šakomet je timski sport u kojem se dvije ekipe natječu jedna protiv druge na igralištu podijeljenom na dva polja, slično odbojci. Polja su razdvojena središnjom linijom i mrežom razapetom između dva stupa visine do dva metra. 
Ako igrač ili lopta tijekom igre dodirnu mrežu ili stative, to se smatra pogreškom. Svaki tim sastoji se od pet igrača, pri čemu igrači pokušavaju prebaciti loptu preko mreže, na protivničku polovicu – koristeći samo stisnutu šaku (za razliku od odbojke gdje su dopuštene otvorene ruke). Pet igrača iz svake momčadi može dodirnuti loptu do tri puta – s odbijanjem koje je dopušteno prije svakog kontakta (također za razliku od odbojke gdje nije dopušteno odbijanje), ali bez ponavljanja udaraca bilo kojeg pojedinačnog igrača unutar tri pokušaja. Slično odbojci, tri udarca se koriste za spremanje, postavljanje i smeč natrag u protivničku polovicu, tim redoslijedom. 

## Bodovanje
Igra se na bodove i setove. Ako momčad ne uspije vratiti loptu ili pogriješi, druga momčad dobiva bod. Momčad koja je izgubila zadnji bod ili napravila posljednju pogrešku izvodi sljedeći servis. Set završava kada jedna momčad osvoji 11 bodova, i ima najmanje 2 boda prednosti (tj. najmanje 11:9). Ako rezultat dosegne 10:10, igra će se automatski produžiti dok jedna od momčadi ne povede s 2 ili prva osvoji 15 bodova (rezultati stoga mogu završiti 15-14). Broj dobivenih setova varira ovisno o klasi igre, ali općenito se igra na najbolji od pet ili tri. U nekim su slučajevima rezultati seta ograničeni vremenom, a to može biti uobičajeno na velikim turnirima u organizacijske svrhe. 

## Pogreške
Najvažnije pogreške (tj. bodovi protivničkoj momčadi) su sljedeće: 
- Lopta ili igrač dodiruju mrežu ili stativu.
- Lopta dodiruje tlo izvan terena.
- Lopta dotakne tlo dva puta zaredom bez ikakvog kontakta igrača između.
- Lopta se prebaci uz stativu, pored ili ispod mreže u protivnički kazneni prostor.
- Više od tri igrača u timu koji dodiruju loptu tijekom igre.
- Igrač dodirne loptu drugi put unutar poteza.
- Lopta dodiruje dio tijela koji nije nadlaktica, podlaktica ili šaka. Na primjer, lopta po pravilima ne smije dodirnuti glavu, stopalo ili otvoreni dlan.
- Igrač prekorači servisnu liniju pri servisu.

## Igralište
Šakomet nije sezonski sport. Ljeti se igra vani, na travnatom sportskom igralištu (dimenzija terena 50 x 20 m). Zimi se igra u zatvorenoj sportskoj dvorani, a uglavnom se kao igralište koristi već postojeće rukometno igralište (veličina terena 40 x 20 m). U dvorani lopta ima kontroliraniji odskok nego na travi, što se odražava na taktiku igre. Osim toga, u dvorani je svaki kontakt loptom sa zidom pogreška. U šakometu na otvorenom igralište je 50 m dužine x (25 x 20 m po polu-polju) i 20 m širine. U dvoranskom šakometu igralište je duljine 40 m (20 x 20 m po polu-polju) i širine 20 m. 
Budući da veličina unutarnjeg terena odgovara uobičajenoj veličini rukometnog igrališta, obično se koriste postojeće vanjske linije. Servisna linija je udaljena 3 m od središnje linije. 
Servereva stacionarna noga (za stojeći servis) ili prva noga za doskok (za skok servisa) moraju biti u potpunosti iza ove linije prilikom serviranja. Granične linije pripadaju terenu, tj. kada lopta dodirne liniju, to nije pogreška i igra će se nastaviti. Igralište je podijeljeno na pola crveno-bijelom mrežom širine 5 cm u obliku vrpce. Drži se iznad središnje linije između dva stupića, gornji rub mu se nalazi na 2 m visine (muškarci) i 1,90 m (žene). Za D-mladi (ispod 12 godina) visina je 1,60 m, C-mladi (ispod 14 godina) 1,80 m. Teren također uključuje prostor za istrčavanje, koji kada se igra na otvorenom iznosi 8 m straga i 6 m sa strane. Za igru u zatvorenom, područja za istrčavanje ograničena su zidom ili tribinama, ali općenito su minimalno 1 m straga i 0,5 m sa strane. Navedene dimenzije terena odnose se na odrasle igrače, jer su tereni za mlade općenito manji.

## Natjecanja
Najveće međunarodno natjecanje u šakometu je Fistball World Championships, koje se trenutno održava svake četiri godine. 
Sve zemlje članice IFA-e pozvane su sudjelovati u svakom događaju, a za turnir se obično kvalificira 10-12 timova. Mjesto natjecanja mijenja se sa svakim prvenstvom, ali obično se održava u Europi ili Južnoj Americi. Svjetsko prvenstvo u šakometu za žene održava se godinu dana prije Svjetskog prvenstva za muškarce, i općenito u drugoj zemlji domaćinu od one koja je izabrana za naredni muški turnir. 
U muškoj konkurenciji od 1990. na svim turnirima nastupaju Njemačka, Austrija, Švicarska, Brazil, Argentina, Čile, Namibija i Italija, a povremeno sudjeluju SAD, Australija i Japan. 
Prvo Svjetsko prvenstvo u šakometu za muškarce održano je 1968. godine, a za žene 1994. godine. Pet najboljih timova sa Svjetskog prvenstva u šakometu za muškarce također je pozvano na natjecanje u šakometu na Svjetskim igrama, koje se također održavaju svake četiri godine. Ako je zemlja domaćin članica IFA-e, šesta momčad je šakometna reprezentacija zemlje domaćina, inače je pozvana šestoplasirana momčad na posljednjem Svjetskom prvenstvu. Iako nije izravno organiziran od strane IFA-e, ovaj događaj ima značajan prestiž. 
Osim svjetskih prvenstava, održavaju se međunarodna kontinentalna natjecanja za timove unutar Europe (Fistball European Championships), Južne Amerike i, od nedavno, Azije (Fistball Asian Championships). Što se tiče klupskih natjecanja, Svjetsko prvenstvo u šakometu održava se svake godine za dvoranska i vanjska natjecanja, a natječu se najbolji klubovi svijeta. Održavaju se i pojedinačna europska i južnoamerička prvenstva za klubove, koja se koriste kao kvalifikacije za Svjetsko prvenstvo.

## Vanjske poveznice
1. 16 September 1786 : Vier edle Veroneser schlugen Ball gegen vier Vicentiner. Sie treiben dies sonst unter sich das ganze Jahr etwa zwei Stunden vor Nacht;[…]
2. [neaktivna poveznica]
3. http://fistball.com.au
4. https://web.archive.org/web/20140430035117/http://www.ifa-fistball.com/en/menu_main/1-hauptmenuepunkt/rules